# Caoimhín Kelleher
Caoimhín Odhrán Kelleher (sinh ngày 23 tháng 11 năm 1998) là một cầu thủ bóng đá chuyên nghiệp người Ireland hiện tại đang thi đấu ở vị trí thủ môn cho câu lạc bộ Brentford tại Giải bóng đá Ngoại hạng Anh và Đội tuyển bóng đá quốc gia Cộng hòa Ireland.

## Đầu đời
Kelleher được sinh ra tại thành phố Cork, Hạt Cork, nơi anh theo học tại trường Presentation Brothers College.

## Sự nghiệp thi đấu

### Liverpool
Kelleher gia nhập học viện của câu lạc bộ Liverpool từ Ringmahon Rangers vào mùa hè năm 2015. Anh thường xuyên ra sân cho đội bóng trong những trận giao hữu tiền mùa giải 2018 của họ và là một phần của đội bóng đã đến Hoa Kỳ cho chuyến du đấu mùa hè của Liverpool.
Vào tháng 8 năm 2018, anh ký bản hợp đồng mới với Liverpool. Anh có tên trên băng ghế dự bị trong trận Chung kết UEFA Champions League 2019 gặp Tottenham Hotspur. Khi vô địch Champions League, anh trở thành cầu thủ Ireland thứ 12 làm được điều này và là người đầu tiên trong hơn một thập kỷ.
Mặc dù đã hồi phục sau ca phẫu thuật cổ tay, nhưng Kelleher vẫn ngồi trên băng ghế dự bị trong chiến thắng của Liverpool tại Siêu cúp châu Âu 2019 trước Chelsea ở Istanbul do thiếu vắng sự lựa chọn hàng đầu của đội bóng, Alisson. Anh ra mắt cho câu lạc bộ vào ngày 25 tháng 9 năm 2019, trong trận đấu thuộc khuôn khổ vòng 3 Cúp FA, giữ sạch lưới trong chiến thắng 2-0 trước Milton Keynes Dons.
Ngày 1 tháng 12 năm 2020, anh xuất phát ngay từ đầu và giữ sạch lưới trong chiến thắng 1–0 trước Ajax tại UEFA Champions League. 5 ngày sau, Kelleher có tên trong đội hình xuất phát cho trận đấu tại Premier League gặp Wolverhampton Wanderers. Anh đã giữ sạch lưới trong chiến thắng 4–0, đây là trận ra sân thứ ba liên tiếp của anh cho câu lạc bộ. Ở 22 tuổi và 13 ngày, Kelleher trở thành thủ môn trẻ thứ ba của Liverpool giữ sạch lưới tại Premier League và là cầu thủ trẻ nhất làm được điều này trong trận đầu tiên ra sân ở giải đấu. Sau một số màn trình diễn ấn tượng, huấn luyện viên Jürgen Klopp xác nhận rằng Kelleher đã trở thành sự lựa chọn thứ 2, sau Alisson và trước Adrián. Cũng có thông tin cho rằng Liverpool đang tìm cách ký hợp đồng dài hạn với Kelleher với các điều khoản được cải thiện.
Vào ngày 24 tháng 6 năm 2021, Kelleher đã ký một bản hợp đồng dài hạn mới với câu lạc bộ cho đến năm 2026, nói rằng "Đối với tôi, đó là một thời điểm tích cực để cam kết tương lai của tôi với câu lạc bộ trong vài năm tới. Đó là một câu lạc bộ lớn và là một vinh dự được là một phần của nó, vì vậy khi tôi có cơ hội ký hợp đồng thêm vài năm nữa, rõ ràng là tôi rất vui mừng." James Pearce, người đưa tin về Liverpool F.C. cho tờ The Athletic nói rằng đó là "Phần thưởng cho sự tiến bộ ấn tượng của anh trong mùa giải trước" và rằng anh hiện là "Alisson thứ 2".
Vào ngày 27 tháng 2 năm 2022, Kelleher đá chính trong trận Chung kết Cúp EFL 2022 và thực hiện thành công loạt sút quyết định, giúp đội bóng thắng 11–10 trước Chelsea trên loạt luân lưu để lên ngôi vô địch.
Vào ngày 9 tháng 11 năm 2022, Kelleher ra sân trận đầu tiên cho câu lạc bộ ở mùa giải 2022–23, và cản phá ba quả phạt đền trong chiến thắng 3–2 trên loạt sút luân lưu trước Derby County ở vòng ba của Cúp EFL 2022–23 trên sân Anfield. Anh đã cản phá được tổng cộng 6 quả phạt đền trong 4 loạt luân lưu cho Liverpool, một kỷ lục của câu lạc bộ. 4 trong số 8 lần ra sân của anh ở Cúp EFL đã đều tiến tới loạt sút luân lưu và Liverpool giành chiến thắng trong tất cả các trận đấu đó.
Ngày 1 tháng 6 năm 2023, huấn luyện viên của Đội tuyển bóng đá quốc gia Cộng hòa Ireland, Stephen Kenny cho biết ông mong Kelleher rời câu lạc bộ vì anh có quá ít cơ hội để thi đấu. "Anh không được thi đấu trong nhiều trận đấu trong mùa giải này và đó là một vấn đề đối với anh," Kenny nói.
Vào ngày 28 tháng 9 năm 2023, Kelleher đã thi đấu trong chiến thắng 3-1 trước Leicester City tại Cúp EFL và đeo băng đội trưởng trong 12 phút cuối trận với tư cách đội trưởng, thay thế cho Curtis Jones.

## Sự nghiệp thi đấu
Kelleher thi đấu cho đội tuyển U-17 Cộng hòa Ireland tại Giải vô địch bóng đá U-17 châu Âu 2015.
Anh đã đại diện cho quốc gia của mình ở cấp độ U-17 vào năm 2014, có trận ra mắt trước Malta. Anh cũng đã được triệu tập lên đội tuyển U-19 và U-21.
Ngày 6 tháng 11 năm 2018, anh có tên trong đội hình của đội tuyển Cộng hòa Ireland chuẩn bị cho trận giao hữu gặp Bắc Ireland vào ngày 15 tháng 11 và trận đấu thuộc khuôn khổ UEFA Nations League gặp Đan Mạch vào ngày 19 tháng 11 năm 2018.
Anh lại tiếp tục được gọi lên đội tuyển quốc gia vào tháng 3 năm 2019, khi vẫn còn là thành viên của đội U-21.
Vào ngày 8 tháng 6 năm 2021, Kelleher có trận ra mắt đội tuyển Ireland, khi vào sân thay người trong hiệp 2, trong trận hòa 0-0 trước Hungary. Sau đó, anh có tên trong đội hình cho một trận giao hữu với Qatar vào tháng 11 năm 2021.

## Đời tư
Kelleher là em trai của Fiacre Kelleher. Anh có ba người anh trai khác chơi hurling.

## Thống kê sự nghiệp

### Câu lạc bộ
Tính đến 3 tháng 12 năm 2023
| Câu lạc bộ          | Mùa giải            | Giải đấu                    | Giải đấu | Giải đấu | Cúp FA | Cúp FA | Cúp EFL | Cúp EFL | Châu Âu | Châu Âu | Khác | Khác | Tổng cộng | Tổng cộng |
| Câu lạc bộ          | Mùa giải            | Hạng                        | Trận     | Bàn      | Trận   | Bàn    | Trận    | Bàn     | Trận    | Bàn     | Trận | Bàn  | Trận      | Bàn       |
| ------------------- | ------------------- | --------------------------- | -------- | -------- | ------ | ------ | ------- | ------- | ------- | ------- | ---- | ---- | --------- | --------- |
| Liverpool           | 2018–19             | Giải bóng đá Ngoại hạng Anh | 0        | 0        | 0      | 0      | 0       | 0       | 0       | 0       | —    | —    | 0         | 0         |
| Liverpool           | 2019–20             | Giải bóng đá Ngoại hạng Anh | 0        | 0        | 1      | 0      | 3       | 0       | 0       | 0       | 0    | 0    | 4         | 0         |
| Liverpool           | 2020–21             | Giải bóng đá Ngoại hạng Anh | 2        | 0        | 1      | 0      | 0       | 0       | 2       | 0       | 0    | 0    | 5         | 0         |
| Liverpool           | 2021–22             | Giải bóng đá Ngoại hạng Anh | 2        | 0        | 2      | 0      | 4       | 0       | 0       | 0       | —    | —    | 8         | 0         |
| Liverpool           | 2022–23             | Giải bóng đá Ngoại hạng Anh | 1        | 0        | 1      | 0      | 2       | 0       | 0       | 0       | 0    | 0    | 4         | 0         |
| Liverpool           | 2023–24             | Giải bóng đá Ngoại hạng Anh | 1        | 0        | 0      | 0      | 2       | 0       | 4       | 0       | —    | —    | 7         | 0         |
| Liverpool           | Tổng cộng           | Tổng cộng                   | 6        | 0        | 5      | 0      | 11      | 0       | 6       | 0       | 0    | 0    | 28        | 0         |
| U-21 Liverpool      | 2020–21             | —                           | —        | —        | —      | —      | —       | —       | —       | —       | 1    | 0    | 1         | 0         |
| Tổng cộng sự nghiệp | Tổng cộng sự nghiệp | Tổng cộng sự nghiệp         | 6        | 0        | 5      | 0      | 10      | 0       | 3       | 0       | 1    | 0    | 29        | 0         |

1. ↑  Ra sân tại UEFA Champions League
2. ↑  Ra sân tại UEFA Europa League
3. ↑  Ra sân tại EFL Trophy

### Quốc tế
Tính đến trận đấu diễn ra vào ngày 22 tháng 3 năm 2023
| Đội tuyển quốc gia | Năm       | Trận | Bàn thắng |
| ------------------ | --------- | ---- | --------- |
| Cộng hòa Ireland   | 2021      | 2    | 0         |
| Cộng hòa Ireland   | 2022      | 7    | 0         |
| Cộng hòa Ireland   | 2023      | 1    | 0         |
| Tổng cộng          | Tổng cộng | 10   | 0         |

## Danh hiệu
Liverpool
- Premier League: 2024–25
- FA Cup: 2021–22[42]
- EFL Cup: 2021–22,[43] 2023–24
- UEFA Champions League: 2018–19,[44] á quân: 2021–22[45]
- UEFA Super Cup: 2019[46]